# Rainer Katzenbeisser
Rainer Jörg Katzenbeisser (* 2. Juni 1978 in Waidhofen an der Thaya) ist ein österreichischer Kraftsportler aus der Stadt Litschau, der das Steinheben und die Griffkraft als auch den Oldtime-Strongman-Lifestyle zu seiner Passion gemacht hat. Er gewann im Jahr 2007 den Titel des österreichischen Nationalmeisters im Bankdrücken in der Gewichtsklasse bis 125 kg. Im Jahr 2016 gewann er den Titel des Europameisters im Bankdrücken und den des Europameisters in der Disziplin Kniebeuge bei der EPC WPF Europameisterschaft welche in Österreich ausgetragen wurde. Katzenbeisser nahm im Jahr 2017 an den „World Powerlifting Championships“ der EPC WPF in Holland teil und konnte dort in allen drei Disziplinen, dem Bankdrücken, der Kniebeuge und dem Kreuzheben den Weltmeistertitel erringen.

## Sportliche Laufbahn
Katzenbeisser begann seine sportliche Laufbahn im Bereich Kampfsport, insbesondere Karate. Von dort wechselte er zum Kraftsport. Im Jahr 2005 gewann Katzenbeisser die Wiener Landesmeisterschaft des Österreichischen Verbandes für Kraftdreikampf (ÖVK) im Bankdrücken in der Klasse bis 125 kg und errang nicht nur den 1. Platz in der Einzelwertung, sondern auch in der Mannschaftswertung. Im Jahr 2007 sicherte sich Katzenbeisser den Nationalmeistertitel Österreichs im Bankdrücken bei der Nationalmeisterschaft des WPC in der Gewichtsklasse bis 125 kg. Die Wettkämpfe im Bankdrücken bestritt Katzenbeisser nur neben dem normalen Krafttraining ohne spezielle Vorbereitung. Seine wahre Leidenschaft übte er erst später aus, das Steinheben, also das anheben von meist uralten Natursteinen und das Trainieren seiner Griffkraft. Im Jahr 2016 nahm Katzenbeisser an der Europameisterschaft der EPC WPF im Bankdrücken und Kniebeugen teil und konnte sich in den Disziplinen Bankdrücken und Kniebeugen den Europameistertitel sichern zudem stellte er einen neuen Europarekord der EPC WPF in der Disziplin Kniebeugen in der Klasse bis 125 kg auf. Im darauf folgenden Jahr 2017 nahm Katzenbeisser an den „World Powerlifting Championships“ der EPC WPF teil und sicherte sich in den Disziplinen Bankdrücken, Kniebeugen und dem Kreuzheben den Weltmeistertitel im Schwergewicht.
Abseits des regulären sportlichen Wettkampfs erregte Katzenbeisser Aufsehen, als er in Schottland im Jahr 2012 die historischen "Dinnie Stones" (Gesamtgewicht 333 kg) ohne jegliche Hilfsmittel aufhob. Er vollführte diesen Kraftakt am 3. und 4. April 2012 gleich mehrmals. Katzenbeisser musste die Steine vor einem offiziellen Zeugen anheben, der durch David P. Webster OSE bestimmt wurde. Ein ausgestelltes Zertifikat von David P. Webster OSE erhielt Katzenbeisser als Bestätigung.
Im Jahr 2013 hob Katzenbeisser die "Dinnie Stones" erneut, dies wurde auch als Promotion für Metroflex Sports USA verwendet. Der Unterschied zum Jahr 2012 war, dass Katzenbeisser seinen damals 7 Jahre jungen 26 kg schweren Sohn auf seine Schultern setzte, bevor er die Steine anhob, was einem Gesamtgewicht von 359 kg entsprach.
Im Jahr 2014 vollführte Katzenbeisser einen weiteren Kraftakt und hob im „Racklift“ ein Gewicht von 630 kg für einige Zentimeter vom Boden, was auch als Promotion von Metroflex Gym Arlington TX (USA) verwendet wurde. 2024 gesellte sich Katzenbeisser in die Riege derer, die es geschafft haben, eine Thomas-Inch-Hantel, auch bekannt als Zirkushantel, zu heben.
Weitere Erfolge und Kraftakte die Katzenbeisser im Laufe der Jahre vollführte, ist das Anheben von 210 kg mit nur einer Hand an einem schmalen Stahlring ohne jegliches Hilfsmittel wie Zughilfen oder dergleichen, das Zerreißen von Kartensets „Snapskarten“ oder Telefonbüchern oder das Hantieren mit schweren Handgrippern, hier ist Katzenbeisser auch „Certified Grippermaster“, da er die Griffkraft neben dem Steinheben und dem „Oldtime Strongman“ Lifestyle zu seiner Passion gemacht hat.
Im Magazin MILO von IronMind Vol-21 Nr. 3 (IronMind Nevada City USA) erschien ein Artikel über das Steinheben von Rainer Katzenbeisser über zwei Seiten inkludiert auch das komplette Trainingsprogramm des Österreichers.
Im Jahr 2015 wurde Katzenbeisser im Buch „Steinheben“ (Band 1). des Kraftsport Historikers und Autors Thorsten Moser verewigt. Hier wurden seine Kraftakte im Steinheben vom Autor als Weltklasse beschrieben. Ebenfalls in diesem Buch zu finden ist das Trainingsprogramm, mit dem sich Katzenbeisser auf das Steinheben vorbereitete.
Angaben:
- Größe: 180 cm
- Gewicht: 128 kg
- Oberarmumfang: 53 cm
- Unterarmumfang: 44 cm
- Beinumfang: 79 cm
- Wadenumfang: 49 cm

| Erfolge                                               |     |     |     |
| Wiener Landesmeisterschaft Bankdrücken ÖVK 2005       | 2 × | 0 × | 0 × |
| Nationalmeisterschaft Bankdrücken Österreich WPC 2007 | 1 × | 0 × | 0 × |
| Europameisterschaft Bankdrücken EPC WPF 2016          | 1 × | 0 × | 0 × |
| Europameisterschaft Kniebeugen EPC WPF 2016           | 1 × | 0 × | 0 × |
| Weltmeisterschaft Bankdrücken EPC WPF 2017            | 1 × | 0 × | 0 × |
| Weltmeisterschaft Kniebeugen EPC WPF 2017             | 1 × | 0 × | 0 × |
| Weltmeisterschaft Kreuzheben EPC WPF 2017             | 1 × | 0 × | 0 × |

- Steinheben „Dinnie Stones“ Schottland 2012 333 kg
- Steinheben „Dinnie Stones“ Schottland 2013 333 kg
- Steinheben „Dinnie Stones“ Schottland 2013 359 kg
- „Racklift“ 630 kg (Promotion Metroflex PR 2014)
- Thomas-Inch-Hantel 2024

## Auszeichnungen
- 2015: Ehrenurkunde der Stadt Litschau für die besonderen Verdienste im Sport (Steinheben)[8]

- 2015: Niederösterreicher der Woche[9]